# أغاني البنات في السودان

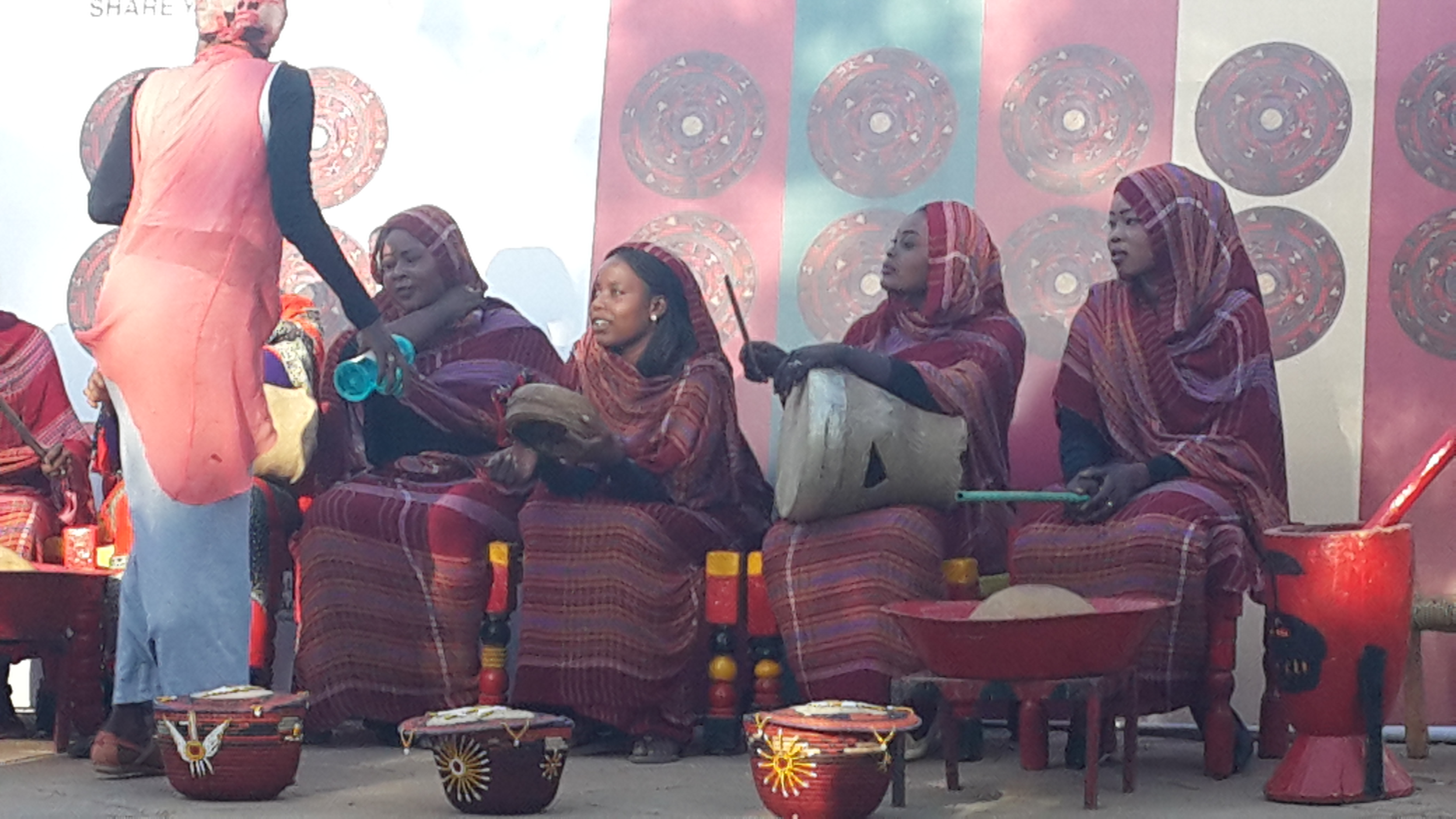
إحدى فرق أغاني البنات السودانية

أغاني بنات السودان هي من الفنون الشعبية السودانية، كانت تؤلفها وتغنيها النساء السودانيات في تجمعاتهن ومناسباتهن الخاصة، ثم تطورت لتصبح مسموعة ومغناة من عموم السودانيين.

## نشأة وتطور أغاني البنات

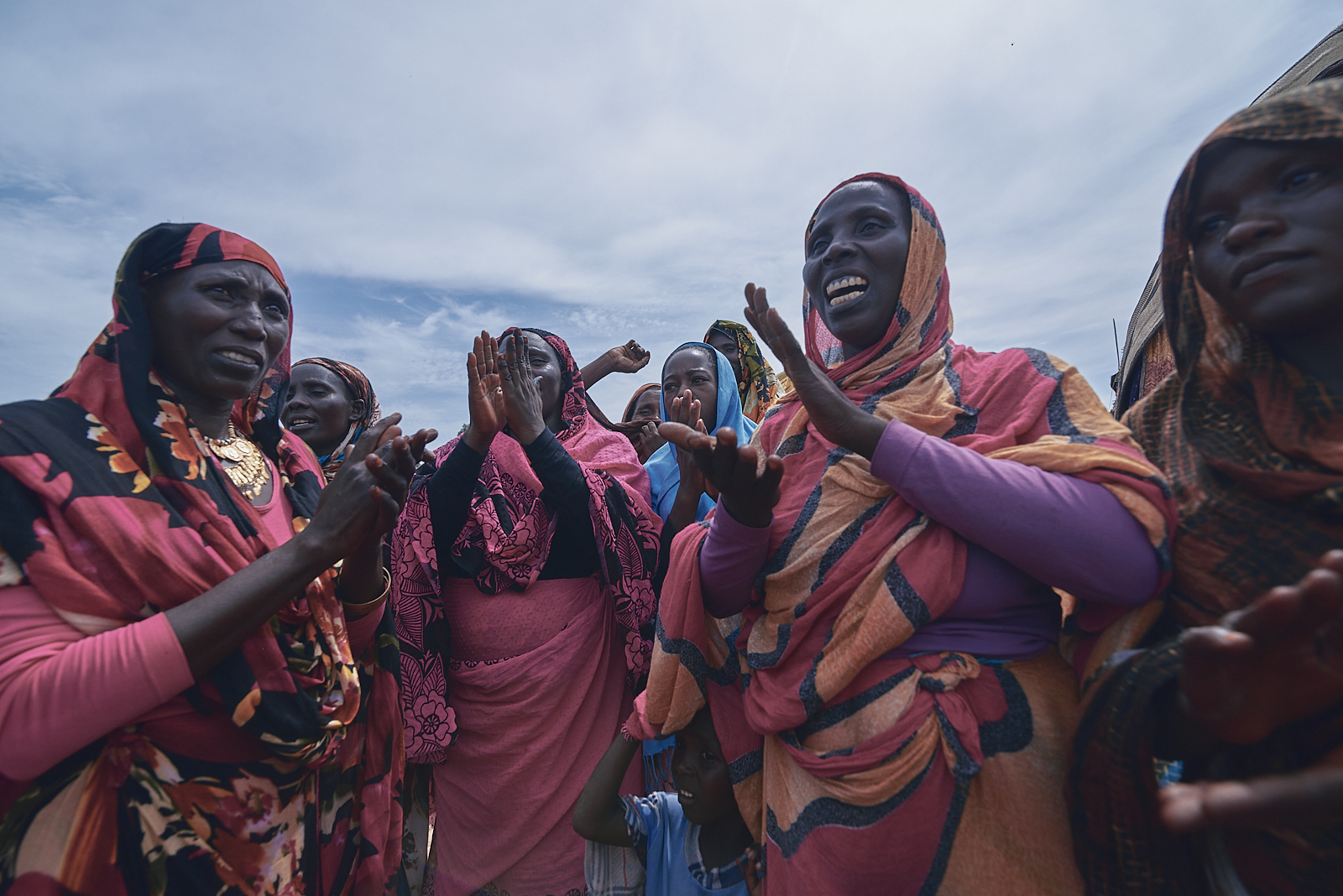
نساء من دارفور يحتفلون بقدوم مواليد جدد

يفيد الدكتور عز الدين إسماعيل بأن أغاني البنات بدأت مع بدايات عشرينيات القرن التاسع عشر بالتزامن مع العهد العثماني في السوادن، الذي بدأ عام 1821م. في وقت يرى بعض المؤرخين أنّ أغاني البنات جزء أصيل من ثقافة السودان المتعددة وأنها نمت وتطورت مع تطور وتكوين السودان مؤكدين على التميز الثقافي لكل منطقة من مناطق السودان وتأثير ذلك على أغاني البنات التي كانت بداية حبيسة الجلسات والمناسبات الخاصة للنساء، حيث ينظمن كلمات جريئة وبسيطة التكوين متزنة اللحن بإيقاع راقص غالبا يحكين خلالها حكاياهن ويناقشن قضاياهن الخاصة جدا، التي لا تخلو من التمرد على القيود الاجتماعية، وتتقاطع بطبيعة الحال مع الشأن العام والأوضاع الاجتماعية والثقافية والاقتصادية والسياسية داخل وخارج البلاد. أغاني البنات تناقش موضوعات متنوعة وتحكي التقاليد والأعراف والمعتقدات التي تؤثر على النساء واوضاعهن في المجتمع وعلى وتيرة الحياة سلبا وإيجابا، فتجدهن غنين للجمال والمال والقيم الاجتماعية وحكين الكوارث والحروب وكذلك تغنين للحبيب السري والمسافر والغائب ونعين الفارس الشجاع وتغزلن في فترات بالعسكر والسواقين ثم غنين للمدرسين والمدرسات ومع كل مستحدث تجد اغانيهن تجد أبطالا جدد حيث رددن أغاني للتغزل في للدكاترة والمهندسين والسواقين والتجار ومدحن الدايات وفي بدايات ابتعاث الطلاب إلى خارج السودان غنين للمبتعثين إلى خارج الوطن، وكذلك للمغتربين وهكذا. ويرى عدد من علماء الاجتماع السودانيين ان أغاني البنات تكشفُ الكثير من النواحي الايجابية والسلبية التي شهدها المجتمع السوداني عبر عقودٍ من الزمان.

### المغنيات

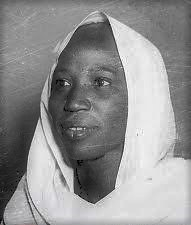
عائشة الفَلاتِيّة (1905-24 فبراير 1974)

ويذكر أن عدد من المغنيات اللاتي كن يغنين أغاني البنات واشتهرن في الفترة ما قبل دولة المهدية مثل زهرة نجدي وبت العقاب وبت بلابل وبت البرنديسي وغيرهن توقفن عن الغناء خلال فترة دولة المهدية بسبب رفض المهدية لغناء النساء، ثم بعد خمسة عشرة سنةً تقريباً - بعد زوال المهدية -عدن للغناء مرة آخرى.
في العام 1931 سجل الموسيقي والباحث ديمتري البازار للمغنية أم الحسن الشايقية أغنية «الله لينا» بلهجة الشايقية، في القاهرة لتكون أول فنانة سودانية تسجل اسطوانات، حيث سجلت 10 اسطوانات غنائية. ويعود الفضل لديمتري البازارفي تسجيل أغاني البنات في اسطوانات في القاهرة وتوزيعها في مقاهي الخرطوم الكبيرة مثل «قهوة الزئبق» الأمر الذي منح غناء النساء شيء من القبول لتظهر عائشة الفلاتية ومنى الخير وتسجلن أسطوانات وأغاني في الإذاعة في وقت لاحق.
في ثلاثينيات القرن العشرين، اشتهرت التومات ام بشاير وام جباير الشهيرات بتومات كوستي حيث استخدمتا إيقاع التم تم السريع الراقص في أغنيات البنات اللاتي كن يرددنها، والتي أثرت بشكل كبير على الثقافة الفنية في كوستي في تلك الفترة، حيث كن يستخدمن الدلوكة-آلة إيقاعية- ويغنين ويرقصن على إيقاعها، زارهن إسماعيل عبد المعين (موسيقي وملحن سوداني) في العام1935، وتعرف على إيقاع التم تم فحمله معه إلى العاصمة ولحن عدد من الأغاني المستوحاة من أغاني وإيقاعات أغاني البنات التي تغنيت بها تومات كوستي، حيث وجدت أغاني عبد المعين رواجا كبيرا وتغنى بها مشاهير الغناء السوداني، بل وتأثرت بها أغنيات الحقيبة التي كانت رائجة وقتها.
بعدها اشتهرت المغنية رابحة تم تم وتتلمذ على يديها الفنان الشهير فضل المولى زنقار الذي كان يعمل كمساعد لها يحاكي صوتها النسائي ويحفظ أغانيها والحانها، كانت رابحة تم تم لاعتدادها الشديد بنفسها ترفض تسجيل أغانيها في إسطوانات وتقول أنها لن تسجل أغانيها حتى لا يأتي أي كان ويجلس في القهوة ويطلب شاي بـ (تعريفة)-مبلغ مالي زهيد- ويقول شغلوا أغاني رابحة، تنازلت بعدها عن أغانيها لتلميذها ومساعدها فضل المولى زنقار الذي سجل عدد كبير منها. أثرت رابحة كذلك على أغاني الفنان التاج مصطفى.
في ثمانينيات القرن الماضي اشتهرت فرقة البلابل والفنانة حنان بلو بلو اللاتي وجدن قبولا أكبر من سابقاتهن في المجتمع كفنانات خرجن بأغاني البنات إلى عموم المجتمع تلتهم عدد من الفنانات مثل ندى القلعة وانصاف مدني وميادة قمر الدين وغيرهن. تمددت أغنيات النساء وأثرت وتأثرت بعموم الغناء والتنوع الثقافي الكبير في السودان، لتصبح فضلا عن كونها أغاني تغنيها النساء في جلساتهن أغنيات رائجة تغنى في المناسبات العامة، وعلى الرغم من استخدام عدد من الفنانات المعاصرات اللاتي يغنين هذا اللون للآلات موسيقية حديثه إلا أن اللآلات الشعبية لازالت هي الغالبة، ويرى الباحث والموسيقي محمود علي الحاج، أن “ان اتجاه الفنانات للغناء بالآلات الشعبية يمثل انتصارا للغناء الشعبي، ويؤكد على عمقه وتأثيره على المجتمع.الموسيقي عثمان محي الدين أصدر في أكتوبر من العام 2017 البوم حمل اسم غنى البنات جمع خلاله عدد من ألحان أغنيات البنات الشهيرة مثل: سايق العظمة، المهيرة، حبيبي تعال نتلم، في العصر مرورو، الليلة مسافر، دور بينا، مبروك عليك الليلة يا نعومة، الليلة ساير يا ود القبايل، الليمون سقايتو علي، عزيز غناي.أعتبر عثمان محي الدين الألبوم شكل من أشكال التوثيق للأغنية النسوية أو أغاني البنات كتراث سوداني وحاضر معاش حتى الآن.

### أنواع أغاني البنات

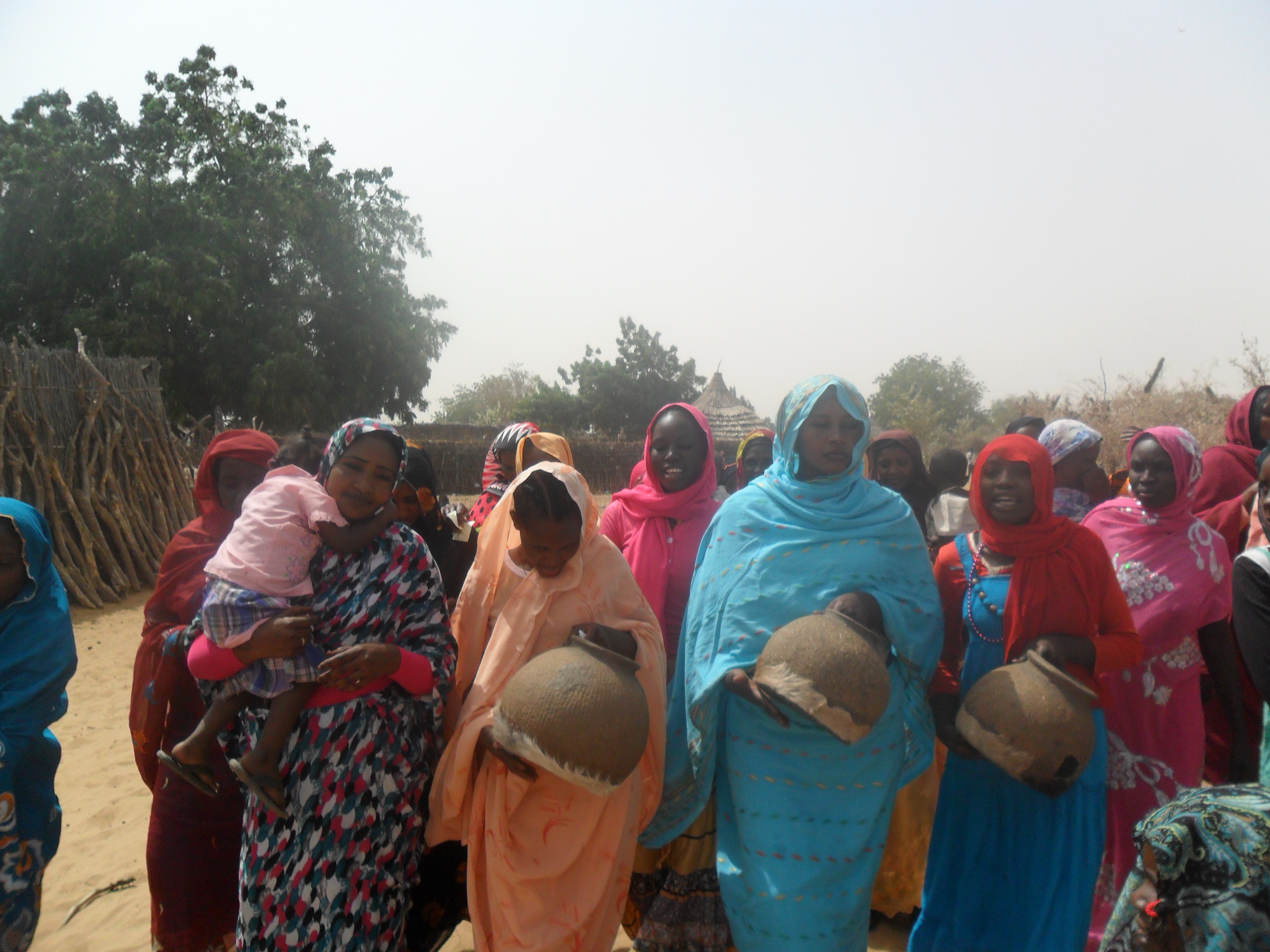

تعددت أنواع أغاني البنات أبرزها أغاني «إيقاع التم تم» الراقصة وأغاني «السباتة» التي ترقص على إيقاعاتها الصاخبة العروس بالإضافة إلى أغاني الحكامات الحماسية والمناحات-الرثاء-، والمديح بجانب البنينة والزار وأغنيات الحصاد والمطر وغيرها من أنواع أغاني البنات.

## مغنيات اشتهرن بأغاني البنات
- التومات ام بشاير وام جباير
- زهرة نجدي
- بت العقاب
- بت بلابل
- بت البرنديسي
- ام الحسن الشايقية
- رابحة تم تم
- فاطمة خميس
- عائشة الفلاتية
- منى الخير
- فرقة البلابل
- ندى القلعة
- انصاف مدني
- إنصاف فتحي
- ميادة قمر الدين